# سلاح الجو الملكي مينويث هيل
سلاح الجو الملكي مينويث هيل (بالإنجليزية: Royal Air Force Menwith Hill) محطة سلاح جوي ملكي تقع بالقرب من هاروغيت، شمال يوركشير، انجلترا. توفر خدمات الأتصال والدعم الأستخباراتي إلى المملكة المتحدة والولايات المتحدة الأمريكية. وهو أكبر موقع للمراقبة الكهربائية، كما أنه قادر على تتبع أي نوع من الهجوم الصاروخي في العالم.